# Dušan Simović

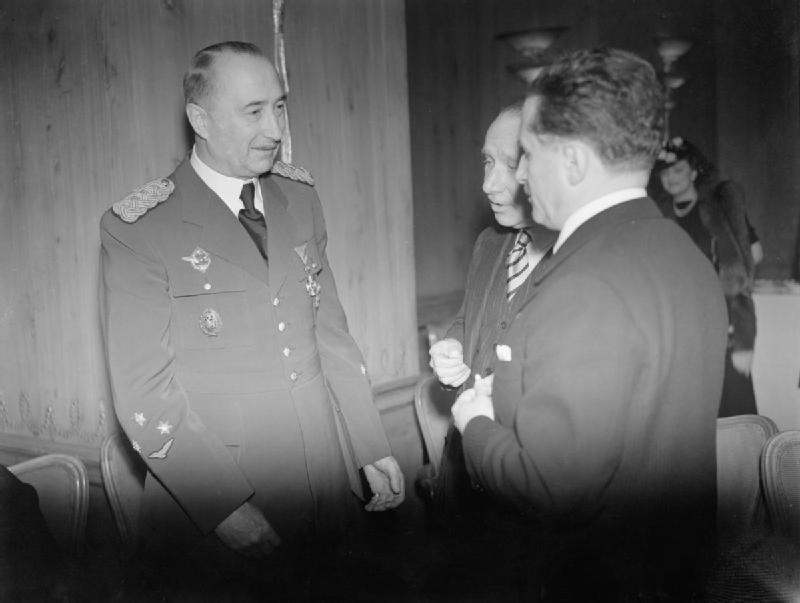
Simović (links) empfängt Gäste als Premierminister der jugoslawischen Exilregierung (London, 1942)

Dušan T. Simović (serbisch-kyrillisch Душан Т. Симовић; * 28. Oktober 1882 in Belgrad; † 26. August 1962 in Belgrad) war ein jugoslawischer General und Politiker.
Simović war Absolvent der Militärakademie in Belgrad und diente im Ersten Weltkrieg im Rang eines Majors. Am 27. März 1941 führte er einen Staatsstreich an, bei dem die Regierung Cvetković-Maček gestürzt wurde, weil diese den Beitritt zum Dreimächtepakt unterzeichnet hatte. Prinz Paul musste daraufhin nach Griechenland fliehen, während der 17-jährige Peter II. den Thron bestieg. Simović wurde Premierminister, seine Regierung floh im April 1941 nach der Besetzung des Landes durch deutsche Truppen nach Großbritannien, wo er weiter bis zum 11. Januar 1942 als Premierminister der Exilregierung amtierte. Sein Nachfolger in diesem Amt war Slobodan Jovanović. 1946 trat Simović als Zeuge im Prozess gegen Dragoljub Draža Mihailović auf, der am 18. Juli 1946 in Belgrad erschossen wurde. Den Rest seines Lebens verbrachte Simović in Belgrad.